# 阮玉瓊 (阮朝)
阮玉瓊（越南语：／，？—？），阮朝舉人、官員。

## 生平
阮玉瓊爲南定省膠水縣行善社（今南定省春長縣春鴻社行善村）人。:304
嗣德三年（1850年），阮玉瓊在南定場考中庚戌科舉人。:304後曾任咸安知縣。:304
成泰十三年（1901年），知縣阮玉瓊爲家鄉行善社的一座寺廟修建了兩條長廊。
阮玉瓊和他的兩個兄弟阮有利、阮有順都是舉人出身，阮玉瓊的四個兒子後來也都考中舉人。

## 家庭
- 子阮維先，建福元年甲申恩科舉人
- 子阮維翰，同慶元年丙戌恩科舉人，官至巡撫，遇刺身亡
  - 孫阮維嶽，秀才，官至知府
    - 曾孫阮世傳，越南獨立運動者
- 子阮惟寧，同慶三年戊子科舉人
- 子阮維孝，成泰九年丁酉科舉人，官至知縣